# Alchemilla alpina
Alchemilla alpina — вид трав'янистих рослин родини розові (Rosaceae), поширений ув арктично-гористих місцевостях Європи й північного сходу Північної Америки.

## Морфологічна характеристика
Багаторічні трав'янисті рослини, від зелених до темно-зелених, формують килим, 5–20 см, рідко вище. Кореневища деревні. Стебла висхідні, шовковисто-волохаті. Листки: в прикореневій розетці й чергуються на стеблі, від черешкових до безчерешкових. Листочків 5–7, ланцетні, мають зубчасті краї, голі зверху, знизу густо волохаті. Квіти ростуть у невеликих групах. Квіти: пелюстки відсутні; чашечки радіально симетричні, лаймово-зеленуваті, 2–4 мм в діаметрі, чашолистків 4 (рідко 5); тичинок 4. Плоди — малі сім'янки.
Квітує з червня по середину вересня. Як усі види роду, поширюється без запилення. Насіння формується апоміктично, з диплоїдних клітин материнської рослини і функціональний пилок не утворюється. Таким чином рослини генетично ідентичні від одного покоління до іншого.

## Поширення
Європа (Фінляндія, Фарерські острови, Ісландія, Ірландія, Норвегія, Швеція, Велика Британія, Австрія, Німеччина, Швейцарія, Італія, Франція, Іспанія, Андорра, північноєвропейська Росія); Північна Америка (Ґренландія, Сен-П'єр і Мікелон, Ньюфаундленд і Лабрадор). На півночі населяє низинні луки, трав'яні схили, торфовища, стрімчаки, береги струмків. У Центральній та Південній Європі трапляється головним чином ув альпійській зоні, на альпійських луках та чагарникових пустищах.

## Використання
Іноді використовують як декоративну. Рослина багата дубильними речовинами, флавоноїдами і органічними кислотами. Зазвичай це може бути використане при лікуванні шлунково-кишкових захворювань.

## Галерея

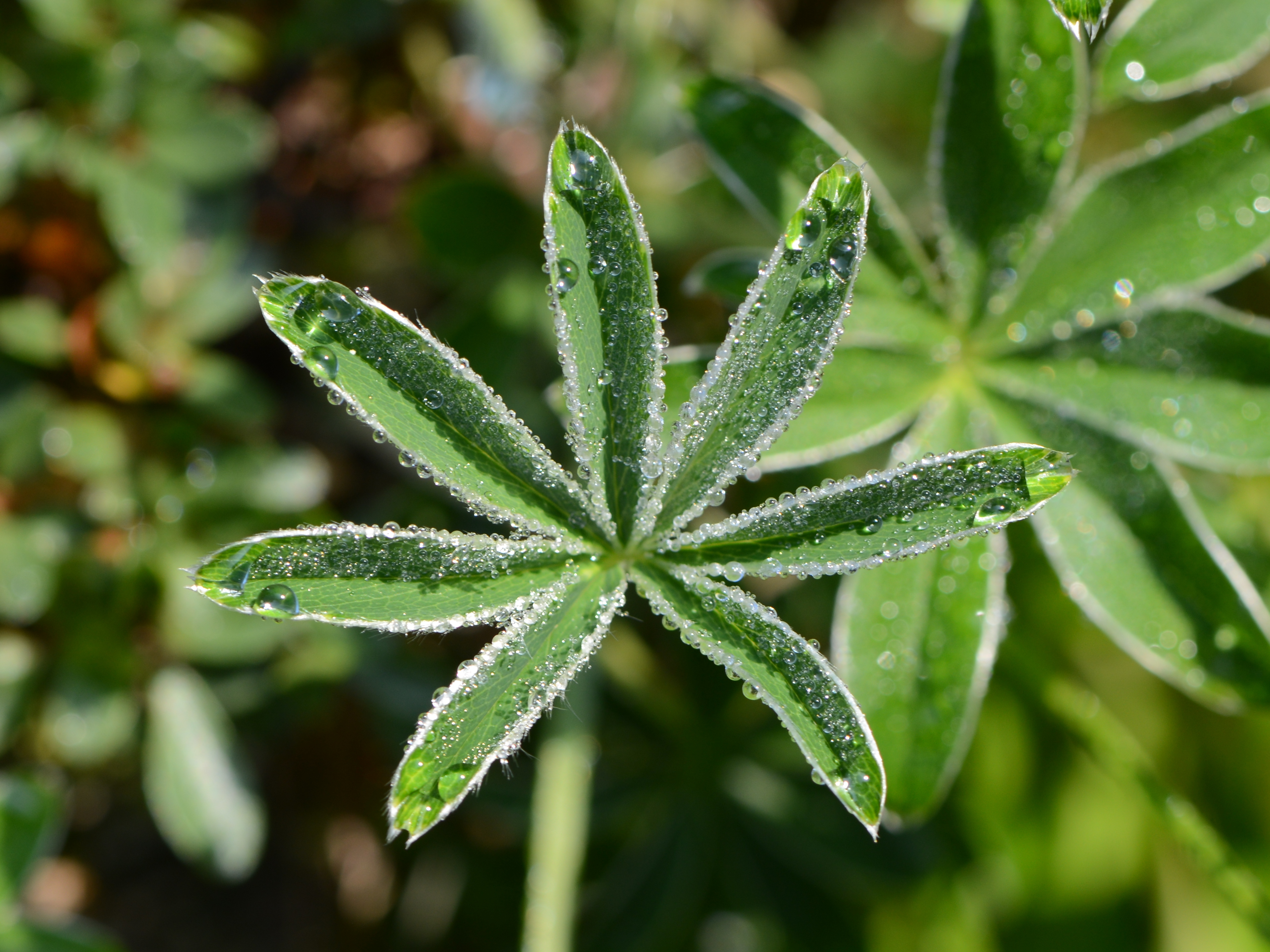
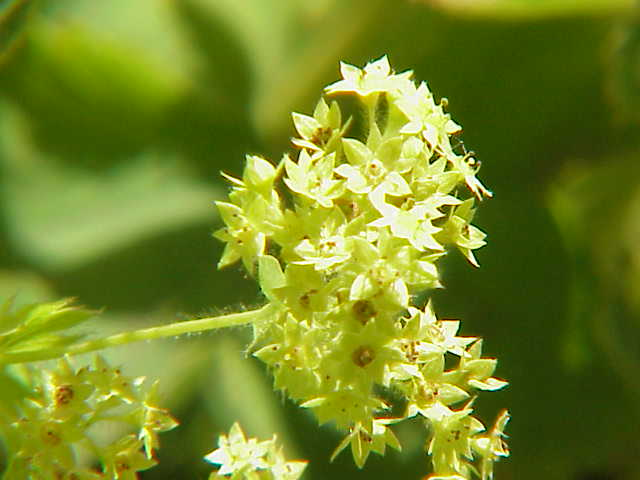
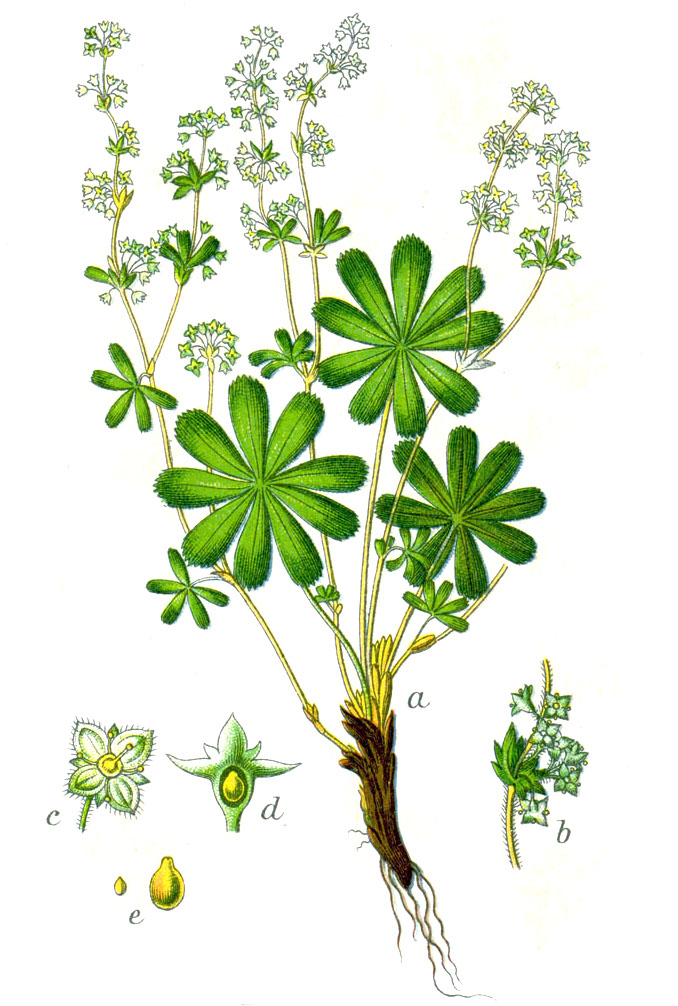